# Yuanta Financial Holdings
Yuanta Financial Holding — тайваньская холдинговая компания, в состав которой входят брокерская компания Yuanta Securities, банк Yuanta Bank, страховая компания Yuanta Life и компании, предоставляющие финансовые услуги. В списке Forbes Global 2000 за 2021 год холдинг занял 918-е место (1936-е по размеру выручки, 789-е по чистой прибыли, 383-е по активам и 1622-е по рыночной капитализации).

## История
Компания была основана 4 февраля 2002 года под названием Fuhwa Financial Holding Company. В августе того же года был куплен Asia Pacific Bank, переименованный в Fuhwa Bank. В декабре 2002 года была создана дочерняя компания по венчурному финансированию, а в апреле 2003 года — компания по управлению активами. 2 апреля 2007 года произошло слияние Fuhwa Financial с Yuanta Core Pacific Securities, в результате образовался Yuanta Financial Holding (финансовый холдинг Юаньта); получение взятки за содействие этому слиянию стало одним из пунктов обвинения против президента Тайваня Чэнь Шуйбяня. В октябре 2011 года была куплена компания Polaris Securities. В июне 2013 года был куплен тайваньский филиал страховщика США New York Life Insurance. В апреле 2015 года была создана дочерняя компания в Индонезии. В апреле 2016 года был куплен южнокорейский Honshin Savings Bank, в этом же году была куплена брокерская компания в Таиланде. Присутствие в Азии было расширено в декабре 2017 года покупкой вьетнамской финансовой компании First Securities.

## Деятельность
Из 115,6 млрд новых тайваньских долларов выручки в 2020 году 98,3 млрд пришлось на Тайвань, 13,7 млрд — на Республику Корея, 3,6 млрд — на другие страны (Гонконг, КНР, Таиланд, Вьетнам, Камбоджа, Филиппины, Индонезия).
Основные подразделения:
- Банковские операции — выручка 19,9 млрд тайваньских долларов.
- Брокерские услуги — выручка 45,3 млрд тайваньских долларов.
- Страхование — выручка 44,0 млрд тайваньских долларов.
- Операции с фьючерсами — выручка 2,7 млрд тайваньских долларов.
- Другие финансовые услуги — выручка 3,8 млрд тайваньских долларов.